# Desmatippus
Desmatippus es un género extinto de équido. Vivió en lo que hoy es Norteamérica durante el período Mioceno (entre 23 y 5 millones de años). Desmatippus tenía 60 cm de altura y 20 kg de peso.